# Bocanda
Bocanda este o comună din regiunea N'zi-Comoé, Coasta de Fildeș.